# Духни-Велюни
Духни-Велюни (пол. Duchny-Wieluny) — село в Польщі, у гміні Рутки Замбровського повіту Підляського воєводства.
Населення — 81 особа (2011).
У 1975-1998 роках село належало до Ломжинського воєводства.

## Демографія
Демографічна структура станом на 31 березня 2011 року:
|          | Загалом | Допрацездатний вік | Працездатний вік | Постпрацездатний вік |
| -------- | ------- | ------------------ | ---------------- | -------------------- |
| Чоловіки | 35      | 7                  | 25               | 3                    |
| Жінки    | 46      | 13                 | 25               | 8                    |
| Разом    | 81      | 20                 | 50               | 11                   |